# Riesgo sistémico

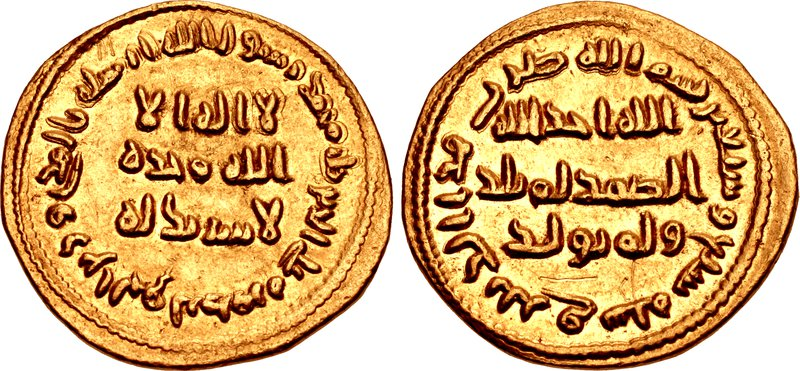
Dinar del califa omeya Abdal Malique acuñado en 696/697

En finanzas, riesgo sistémico puede ser interpretado como "inestabilidad del sistema financiero, potencialmente catastrófico, causado por eventos idiosincráticos o condiciones en los intermediarios financieros". Se refiere al riesgo creado por interdependencias en un sistema o mercado, en que el fallo de una entidad o grupo de entidades puede causar un fallo en cascada, que puede hundir el sistema o mercado en su totalidad.
Es importante no confundir este término con riesgo sistemático, que hace referencia al riesgo común para todo el mercado.

## Explicación
La forma más fácil de entender el riesgo sistémico es lo inverso de una política protectora. Así como los gobiernos e instituciones que monitorean los mercados establecen políticas y reglas para salvaguardar los intereses de los participantes en los mercados, todos los participantes están entrelazados en una red de dependencias que nacen de compartir exposición a los mismos factores económicos, y que están bajo el control de los mismos mecanismos regulatorios.
El riesgo sistémico no debe ser confundido con el riesgo del mercado, pues este último es específico del ítem que se desea comprar o vender. Este tipo de riesgo puede ser mitigado. Por ejemplo, considere un portafolio de inversiones perfectamente balanceadas, o diversificadas. En este caso se puede decir que el riesgo de mercado ha sido anulado. Sin embargo, si sucede una recesión económica y el mercado en general se hunde, esta diversificación podría resultar de poca importancia. Este es el riesgo sistémico del portafolio.
La esencia del riesgo sistémico es la correlación de las pérdidas. El riesgo sistémico tiene el problema de que es muy difícil de evaluar. Por ejemplo, mientras que las estimaciones econométricas y la investigación en los ciclos de diversas industrias proveen información importante para predecir recesiones, la información del riesgo sistémico es usualmente muy difícil de obtener, puesto que las interdependencias en los mercados financieros juegan un papel fundamental. Si un banco quiebra y debe vender todos sus activos, la caída en los precios de estos activos puede resultar en problemas de liquidez para otros bancos, creando así pánico en el sistema interbancario.
Una frecuente preocupación es la potencial fragilidad de algunos mercados financieros. Si los participantes transan en niveles sobre sus bases de capital, la falla de alguno de los participantes puede privar a los demás de liquidez, y producir un efecto dominó que exponga a todo el mercado al riesgo sistémico.